# نبرد سینت‌ها (بازی ویدئویی ۲۰۲۲)
نبرد سینت‌ها (انگلیسی: Saints Row) نام یک بازی ویدئویی به سبک اکشن-ماجراجویی است که توسط وولیشن توسعه یافته و به‌وسیلهٔ دیپ سیلور در اوت سال ۲۰۲۲ برای مایکروسافت ویندوز، پلی‌استیشن ۴، پلی‌استیشن ۵، ایکس‌باکس وان، ایکس‌باکس سری اکس/اس، و گوگل استادیا منتشر شده‌است.
نبرد سینت‌ها یک بازشروع برای این سری محسوب می‌شود و برای اولین بار در مراسم جوایز بازی سال ۲۰۲۱ رونمایی شد.